# Fluorid dusnatý
Fluorid dusnatý je anorganická sloučenina s chemickým vzorcem NF2, která patří mezi fluoridy dusíku. Fluorid dusnatý je v rovnováze se svým dimerem tetrafluorhydrazinem, která se s rostoucí teplotou posouvá na stranu fluoridu dusnatého:
N2F4 ⇌ 2 NF2
Molekula je neobvyklá v tom, že má lichý počet elektronů, přesto je dostatečně stabilní pro experimentální studium.

## Vlastnosti
Při pokojové teplotě je tetrafluorhydrazin disociován z 0,7 % do formy fluoridu dusnatého při tlaku 5 mmHg (670 Pa). Při nárůstu teploty na 225 °C již převažuje fluorid dusnatý z 99 %.
Délka vazby ve fluoridu dusnatém je 1,3494 Å a úhel vazby je 103.33°.
V infračerveném spektru má vazba N-F ve fluoridu dusnatém symetrickou valenční vibraci 1075 cm−1. V porovnání s 1115 cm−1 ve fluoridu dusném, 1021 cm−1 ve fluoridu dusitém a 998 cm−1 v tetrafluorhydrazinu.
Základní stav molekuly je 2B1.
Plyn je často kontaminován oxidem dusnatým nebo oxidem dusným.

## Využití
Fluorid dusnatý vzniká při práci excimerového laseru xenonného fluoridu. Fluorid dusitý je nosný plyn halogenu, která při dopadu elektronů uvolňuje fluoridové ionty:
NF3 + e− → NF2 + F−
Volné fluoridové ionty reagují s kationty xenonu.
Fluorid dusnatý může být spotřebován následně na fluorid dusný:
NF2 + e− → NF + F−